# Głęboczek (powiat poznański)
Głęboczek – wieś sołecka w Polsce, położona w województwie wielkopolskim, w powiecie poznańskim, w gminie Murowana Goślina, 7 km na wschód od Murowanej Gośliny, pośród lasów Puszczy Zielonki, nad jeziorem Głęboczek, nad rzeką Trojanką. W XV-XVI w. samodzielne miasto.

## Historia

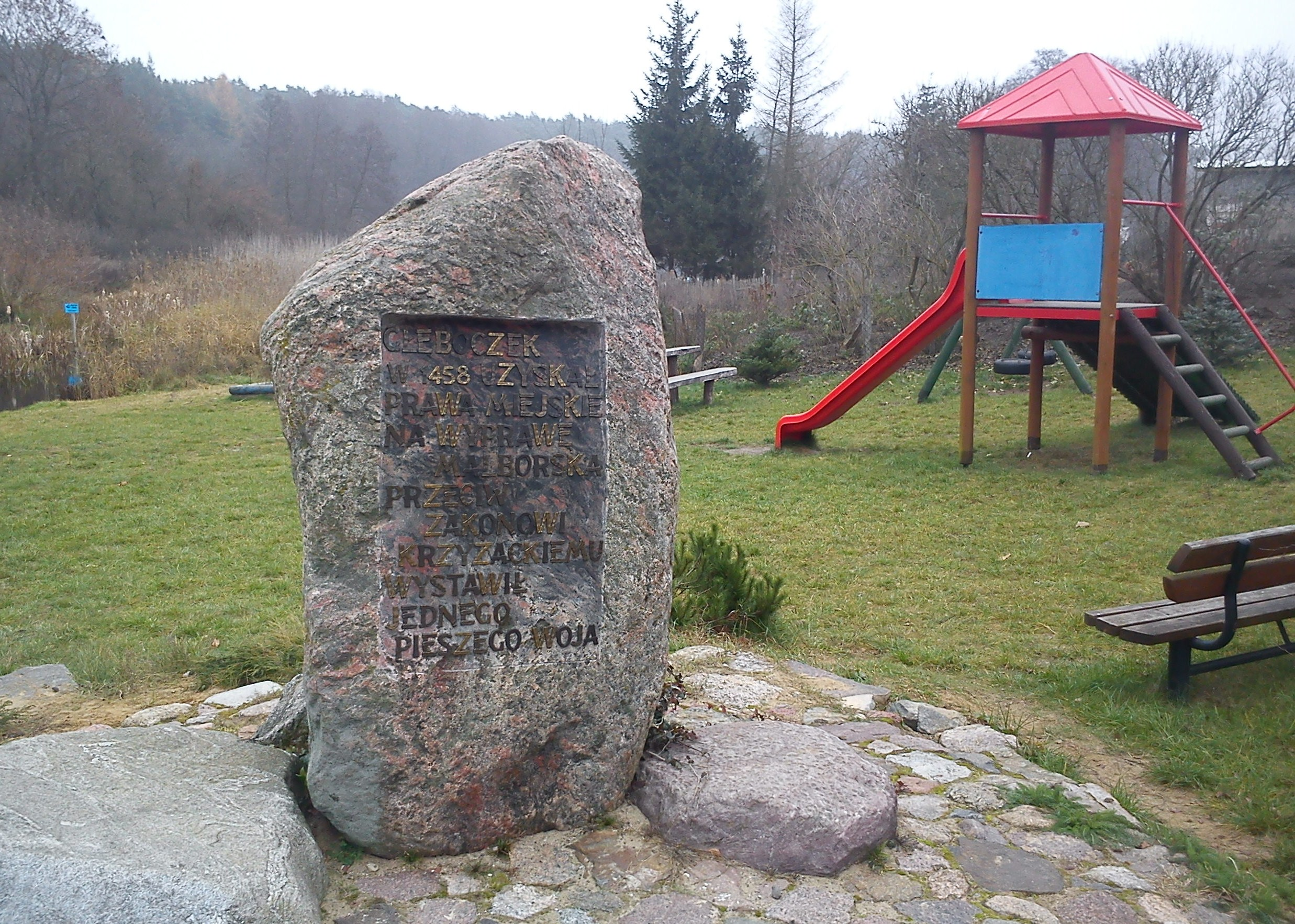
Pomnik upamiętniający nadanie praw miejskich w roku 1458

Miejscowość zwana była niegdyś Głębodziec, Mniszek, Księży Borek i Obroczne. Wieś wzmiankowana została po raz pierwszy w 1368 roku. Z kolei w roku 1453 wzmiankowany jest jako kasztelan rogoziński Piotr z Głęboczka herbu Łodzia. Od 1458 r. Głęboczek uzyskał prawa miejskie i na wyprawę malborską przeciw zakonowi krzyżackiemu wystawił jednego pieszego woja. Od roku 1580 w źródłach występuje już ponownie jako wieś. 
Jako wieś szlachecka Głęboczek leżał w 1580 roku w powiecie poznańskim województwa poznańskiego. W XVI wieku należał do Strykowskich, h. Korzbok i Rej, w XVIII w. do bu . Pod datą 1580 wzmiankowany jest również kościół parafialny obejmujący zasięgiem wsie Wiesiołowo, Worowo i Zielonka. W 1628 roku w wyniku wizytacji stwierdzono, że kolatorem był kalwin Rej, a kościół stał w ruinie nieużytkowany od 12 lat.  Dekretem z dnia 15.06.1739 roku parafię zlikwidowano, a następnie po roku 1744 świątynię rozebrano.
W latach 1793–1807 i 1815-1918 Głęboczek wchodził w skład Prus. Według danych z 1841 r. właścicielem Głęboczka był Ferdynand Luther. 
W latach 1975–1998 miejscowość administracyjnie należała do województwa poznańskiego.

## Zabytki
- Owalne grodzisko stożkowe zwane Pańskim Dworem z prowadzącą do niego poprzez łąkę groblą. Znaleziono tu ceramikę wczesnośredniowieczną.
- Ślady cmentarzyska kultury łużyckiej z epoki brązu[5].

Nie zachowały się cechy miejskiego rozplanowania przestrzennego. 

## Transport
Najbliższe stacje kolejowe i przystanki autobusowe znajdują się w Łopuchowie (5 km) i Murowanej Goślinie (7 km, częste połączenia autobusowe z Poznaniem). Oprócz szlaków pieszych przez wieś przebiega konny Wilczy szlak.